# Brienne (Saône-et-Loire)
Pour les articles homonymes, voir Brienne.
Brienne est une commune française située dans le département de Saône-et-Loire en région Bourgogne-Franche-Comté. Les habitants sont nommés les Brenauds et Brenaudes.

## Géographie
Brienne fait partie de la Bresse louhannaise.
La commune est bordée par deux rivières : la Seille au nord et à l’ouest, qui constitue la frontière naturelle de Brienne avec les communes de Loisy et Cuisery (respectivement), et la Sâne au sud, qui la sépare de la Genête.

### Communes limitrophes
| - OpenStreetMap Limite communale |

### Climat
Pour des articles plus généraux, voir Climat de la Bourgogne-Franche-Comté et Climat de Saône-et-Loire.
En 2010, le climat de la commune est de type climat océanique dégradé des plaines du Centre et du Nord, selon une étude du Centre national de la recherche scientifique s'appuyant sur une série de données couvrant la période 1971-2000. En 2020, Météo-France publie une typologie des climats de la France métropolitaine dans laquelle la commune est exposée à un climat semi-continental et est dans la région climatique Bourgogne, vallée de la Saône, caractérisée par un bon ensoleillement (1 900 h/an), un été chaud (18,5 °C), un air sec au printemps et en été et des vents faibles.
Pour la période 1971-2000, la température annuelle moyenne est de 11,5 °C, avec une amplitude thermique annuelle de 18,1 °C. Le cumul annuel moyen de précipitations est de 914 mm, avec 10,9 jours de précipitations en janvier et 7,5 jours en juillet. Pour la période 1991-2020, la température moyenne annuelle observée sur la station météorologique de Météo-France la plus proche, « Romenay », sur la commune de Romenay à 7 km à vol d'oiseau, est de 11,8 °C et le cumul annuel moyen de précipitations est de 983,9 mm. 
La température maximale relevée sur cette station est de 40,7 °C, atteinte le 12 août 2003 ; la température minimale est de −19,5 °C, atteinte le 17 janvier 1985,,.
Les paramètres climatiques de la commune ont été estimés pour le milieu du siècle (2041-2070) selon différents scénarios d'émission de gaz à effet de serre à partir des nouvelles projections climatiques de référence DRIAS-2020. Ils sont consultables sur un site dédié publié par Météo-France en novembre 2022.

## Urbanisme

### Typologie
Au 1er janvier 2024, Brienne est catégorisée commune rurale à habitat dispersé, selon la nouvelle grille communale de densité à sept niveaux définie par l'Insee en 2022.
Elle est située hors unité urbaine et hors attraction des villes,.

### Occupation des sols
L'occupation des sols de la commune, telle qu'elle ressort de la base de données européenne d’occupation biophysique des sols Corine Land Cover (CLC), est marquée par l'importance des territoires agricoles (89,2 % en 2018), en diminution par rapport à 1990 (92,5 %). La répartition détaillée en 2018 est la suivante : terres arables (69,7 %), prairies (17,9 %), zones urbanisées (10,7 %), zones agricoles hétérogènes (1,6 %), forêts (0,1 %). L'évolution de l’occupation des sols de la commune et de ses infrastructures peut être observée sur les différentes représentations cartographiques du territoire : la carte de Cassini (XVIIIe siècle), la carte d'état-major (1820-1866) et les cartes ou photos aériennes de l'IGN pour la période actuelle (1950 à aujourd'hui).

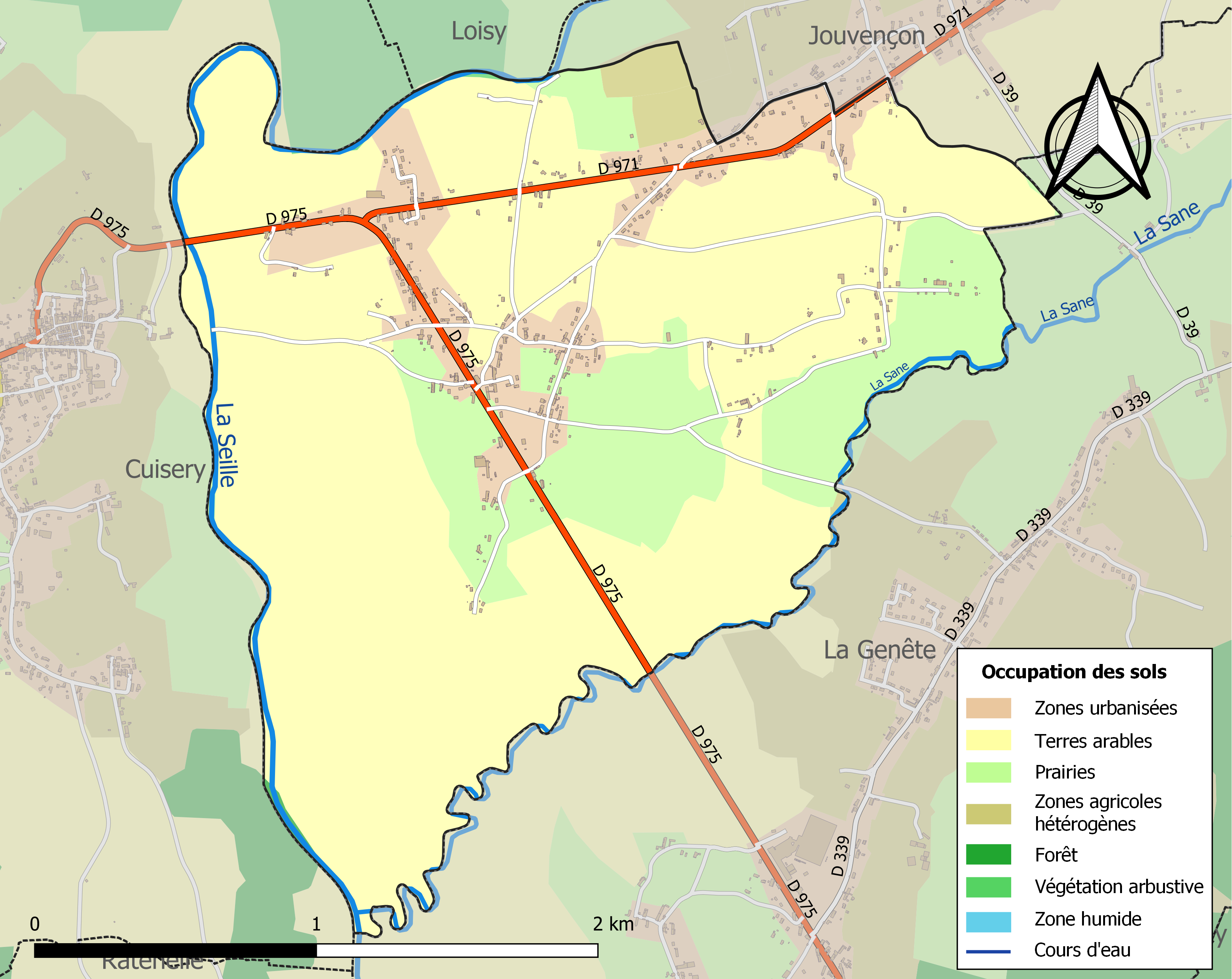
Carte des infrastructures et de l'occupation des sols de la commune en 2018 (CLC).

## Politique et administration

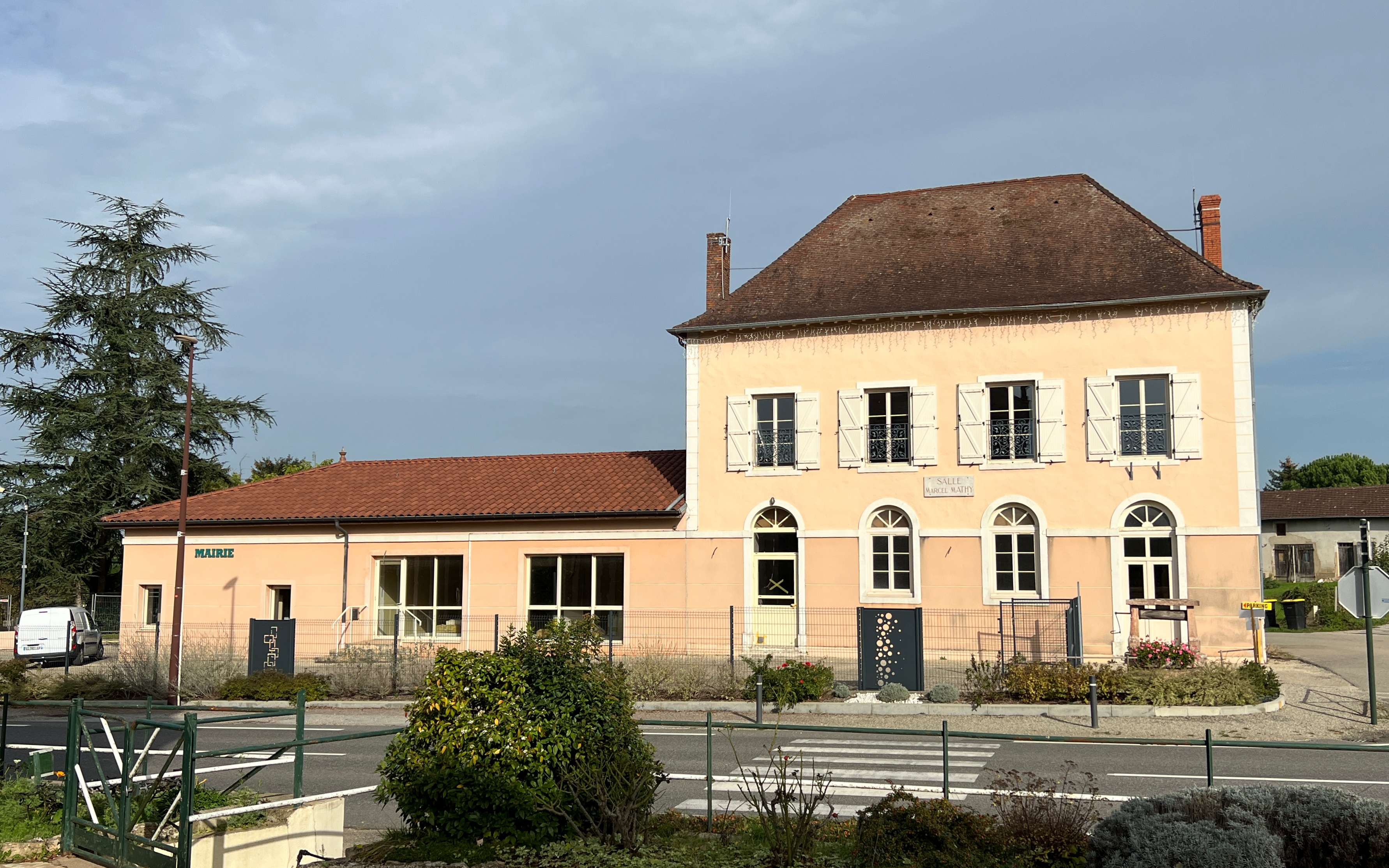
Mairie.

### Tendances politiques et résultats

#### Élections Législatives
Le village de Brienne faisant partie de la quatrième circonscription de Saône-et-Loire, place lors du premier tour des élections législatives françaises de 2017, Maxime Thiébaut (FN) avec 24,08 % des suffrages. Mais lors du second tour, il s'agit de Cécile Untermaier (PS) qui arrive en tête avec 63,70 % des suffrages.
Lors du 1er tour des élections législatives françaises de 2022, Cécile Untermaier (PS), députée sortante, arrive en tête avec 45,95 % des suffrages comme lors du second tour, avec cette fois-ci, 52,14 % des suffrages.

#### Élections départementales
Le village de Brienne faisant partie du canton de Cuiseaux place le binôme de Frédéric CANNARD (DVG) et Sylvie CHAMBRIAT (DVG), en tête, dès le 1er tour des élections départementales de 2021 en Saône-et-Loire avec 44,68 % des suffrages. Lors du second tour, les habitants décideront de placer de nouveau le binôme de Frédéric CANNARD (DVG) et Sylvie CHAMBRIAT (DVG), en tête, avec cette fois-ci, près de 64,44 % des suffrages. Devant l'autre binôme menée par Sébastien FIERIMONTE (DIV) et Carole RIVOIRE-JACQUINOT (DIV) qui obtient 35,56 %. Il est important de souligner une abstention record lors de ces élections qui n'ont pas épargné le village de Brienne avec lors du premier tour 70,67 % d'abstention et au second, 68,62 %.

### Liste des maires de Brienne
| Période                                  | Période   | Identité             | Étiquette | Qualité              |
| ---------------------------------------- | --------- | -------------------- | --------- | -------------------- |
| juin 1995                                | mars 2008 | Guy Mazoyer          |           | Major de gendarmerie |
| mars 2008                                | mars 2014 | Gérard Chaury        |           |                      |
| mars 2014                                | août 2015 | Jean-Paul Faussurier |           |                      |
| novembre 2015                            | en cours  | Pascal Couchoux      |           |                      |
| Les données manquantes sont à compléter. |           |                      |           |                      |

## Démographie
L'évolution du nombre d'habitants est connue à travers les recensements de la population effectués dans la commune depuis 1793. Pour les communes de moins de 10 000 habitants, une enquête de recensement portant sur toute la population est réalisée tous les cinq ans, les populations de référence des années intermédiaires étant quant à elles estimées par interpolation ou extrapolation. Pour la commune, le premier recensement exhaustif entrant dans le cadre du nouveau dispositif a été réalisé en 2006.

En 2022, la commune comptait 479 habitants, en évolution de +1,7 % par rapport à 2016 (Saône-et-Loire : −1,06 %, France hors Mayotte : +2,11 %).
| 1793 | 1800 | 1806 | 1821 | 1831 | 1836 | 1841 | 1846 | 1851 |
| ---- | ---- | ---- | ---- | ---- | ---- | ---- | ---- | ---- |
| 491  | 504  | 500  | 517  | 550  | 556  | 580  | 584  | 602  |

| 1856 | 1861 | 1866 | 1872 | 1876 | 1881 | 1886 | 1891 | 1896 |
| ---- | ---- | ---- | ---- | ---- | ---- | ---- | ---- | ---- |
| 623  | 609  | 618  | 552  | 563  | 549  | 542  | 534  | 516  |

| 1901 | 1906 | 1911 | 1921 | 1926 | 1931 | 1936 | 1946 | 1954 |
| ---- | ---- | ---- | ---- | ---- | ---- | ---- | ---- | ---- |
| 506  | 503  | 486  | 421  | 415  | 408  | 394  | 345  | 307  |

| 1962 | 1968 | 1975 | 1982 | 1990 | 1999 | 2006 | 2011 | 2016 |
| ---- | ---- | ---- | ---- | ---- | ---- | ---- | ---- | ---- |
| 278  | 268  | 286  | 275  | 314  | 311  | 365  | 460  | 471  |

| 2021 | 2022 | - | - | - | - | - | - | - |
| ---- | ---- | - | - | - | - | - | - | - |
| 473  | 479  | - | - | - | - | - | - | - |

## Culture locale et patrimoine

### Lieux et monuments

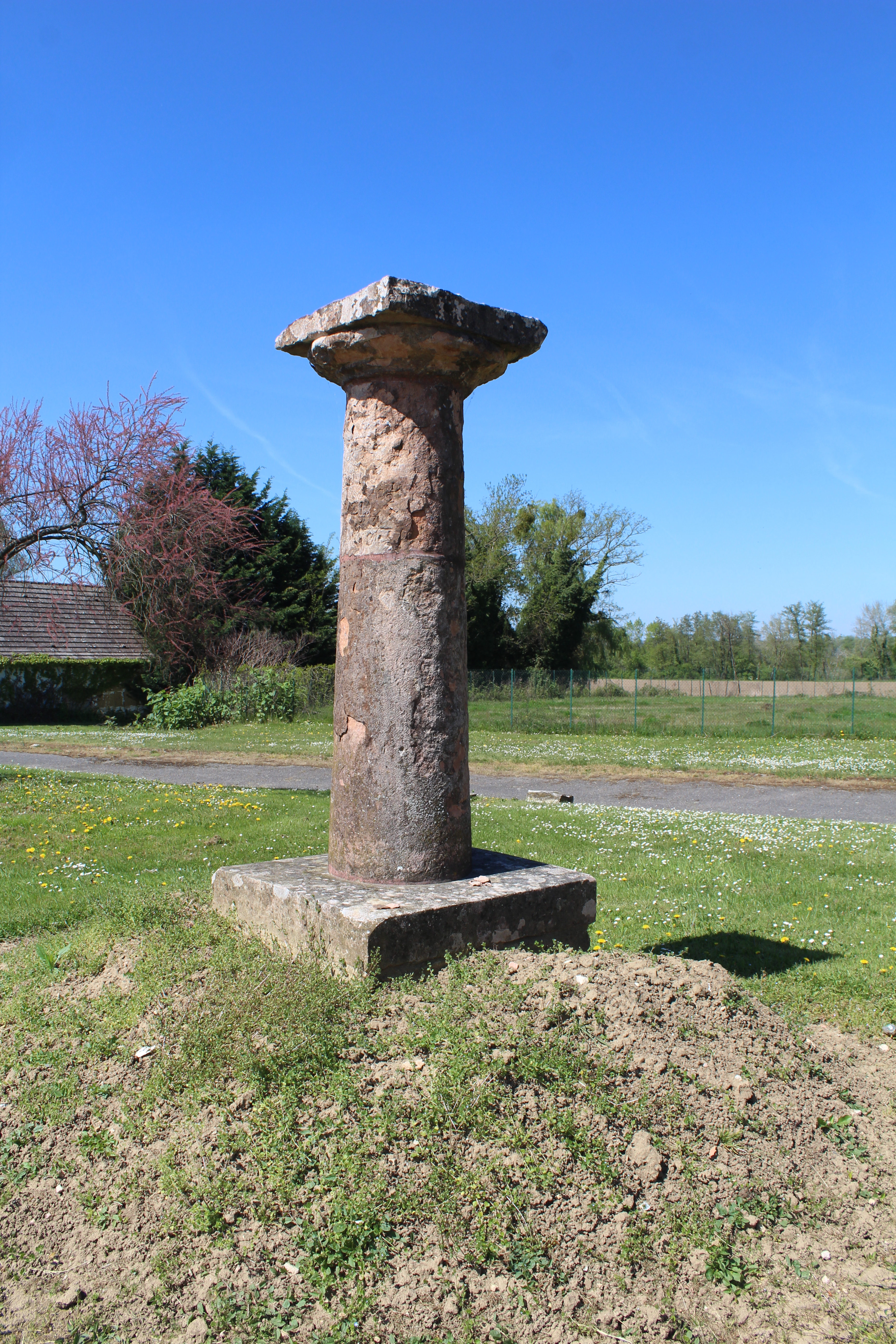
Une vue de la borne-colonne.

- Église Sainte-Madeleine : Louis de La Palud, abbé de Tournus, cardinal de Varambon, a fait construire dans l'église une chapelle sous le vocable de Notre-Dame de Consolation qu'il a dotée en 1428. Il a complété la dotation dans son testament du 29 juin 1449, puis en 1451. C'est probablement lui qui a donné à l'église le groupe de Notre-Dame de Consolation, classée au titre d'objet en 1910[25],[26]. Cette chapelle a été construite à la suite de la délivrance de son neveu François de La Palud, qui avait été envoyé au secours de Janus de Lusignan par le duc de Savoie, fait prisonnier par les Mamelouks à la bataille de Domy, royaume de Chypre, le 6 juillet 1426[27].
- Borne-colonne routière : située à l’intersection de la route nationale 75 et de la route reliant Tournus à Louhans, elle date du XVIIIe siècle et est inscrite au titre des Monuments historiques[28].

### Personnalités liées à la commune
Brienne de Torth.

## Pour approfondir